# 卢戆章
卢戆章（白話字：Lô͘ Gōng-chiong；1854年—1928年10月28日），字雪樵，福建省泉州府同安縣（今福建省廈門市同安區大同街道）古庄村人，清末音韻學、語言學家，创制中国切音新字，中国文字改革的先驱，是第一位有拼音文字觀念並創製拼音方案的人。

## 生平
盧戇章（1854-1928）是第一位有拼音文字觀念並創製拼音方案的中國人，他稱呼自己創造的拼音字為「切音字」，是故「切音字運動」成為這波漢字改革運動的名稱。盧戇章創製的切音字，一開始基于拉丁字母，後來改成假名。
盧戇章本名盧擔，自小住在中國最流行使用羅馬字的福建廈門，9岁入义学，18岁参加科举考试，但不中，后在私塾教书，開始信奉基督教。21歲到新加坡半工半讀學習英文，25歲回國，1879年回到了厦门鼓浪屿，以教华人英語和西人廈門話为业。他協助英國教士麥嘉湖（John Macgowan）翻譯《英廈辭典》（English and Chinese Dictionary of the Amoy Dialects(1883)）。當時閩南的傳教士已經用羅馬字拼寫在地語言，盧戇章嫌羅馬字拼寫字數太多佔篇幅，於是用十數年時間，以羅馬字為基礎改造的55個音標，創造名曰「天下第一快切音新字」的體系。
盧戇章的《一目了然初階》於1892年在廈門出版，并个人出资交由厦门五崎顶倍文斋刊印。他的切音字方案是以羅馬字為基礎制定字母55個，用類似中國傳統的反切上下字形式，以「字母與韻腳兩字合切即成音」的方法，講述廈門話的廈門字母，並附帶漳泉語言字母，及一份全中國字母總表的中國切音新字廈腔版。盧氏於次年又出版專講廈門音的《新字初階》節本。
1895年7月至1896年2月，盧戇章在《萬國公報》發表連續4篇的〈變通推原說〉，引起中國知識界的不少討論，也是中國報刊首次刊登漢字改革方案的文章。第1篇文章標題為〈變通推原說－用切音字使通國人讀書無一不精〉，「切音字」一詞於此首度出現；第2篇是1895年10月的〈變通推原第二章－切音字可助漢文〉；第3篇是1895年11月的〈三續變通推原說－日本遊學聘賢由切音字□興學校新聞書庫以強國〉；第4篇是1896年2月的〈四續變通推原說－述亞洲東北創切音新字振興文教為強盛之原〉。
盧戇章主張以「學夷技以制夷」的精神，利用「字話一律」、「筆劃簡易」的拼音文字來簡省學習文字時間，方便全國男女老幼學習，因而研究實學，求得富強。
盧戇章在1899年應日本台灣總督兒玉源太郎的邀請到台灣任職，擔任「總督府國語學校英漢文教授」並兼任「總督府學課囑托」，在台3年。盧戇章在台灣3年後回廈門，在觀察日本現代化教育並研究日本文字後，認為日本假名文字與漢字一樣是方塊字，比較容易讓中國人接受，於是仿日本假名利用漢字偏旁的形式，放棄原本用羅馬字母為基礎的記音符號。
卢戆章制定的汉字拼音方案被认为是标志着中国人关注文字体系改革的开端。卢戆章还编辑出版了《中国新字北京切音合订》、《制字略解列表》、《中国新字》、《中华新字国语教科书》、《中华新字漳泉语通俗教科学》。

## 參閲
- 中國切音新字
- 周辨明

## 外部連結
- 卢戆章和切音字运动 （页面存档备份，存于）